# Wybory parlamentarne na Tonga w 1993 roku
Wybory parlamentarne na Tonga w 1993 odbyły się 4 lutego. Wybierano 9 przedstawicieli ludu i 9 przedstawicieli szlachty do 30-osobowego Zgromadzenia Ustawodawczego na trzyletnią kadencję.

## System wyborczy
Prawo do głosowania na przedstawicieli ludu mieli wszyscy obywatele Tonga mający ukończone 21 lat, piśmienni i (w przypadku mężczyzn) nienależący do szlachty. Kandydować na przedstawicieli ludu w Zgromadzeniu mogły osoby posiadające czynne prawo wyborcze i nieposiadające długów wyższych niż pozwalał próg określony w prawie. Kraj został podzielony na pięć okręgów wyborczych. Kandydaci musieli przedstawić podpisy poparcia 50 wyborców z własnego okręgu i wpłacić depozyt wysokości 100 $T, który odzyskiwali, jeśli zdobyli określony odsetek głosów (6,3% lub 10%, w zależności od okręgu).
Oprócz przedstawicieli ludu i szlachty w Zgromadzeniu Ustawodawczym zasiedli z urzędu członkowie mianowanej przez króla Tajnej Rady (10 ministrów) oraz dwóch gubernatorów.

## Kampania i wyniki
W wyborach 1993 po raz pierwszy wzięła udział partia polityczna: Ludowy Ruch Demokratyczny (People's Democratic Movement), założony w sierpniu 1992 przez luźną koalicję liberałów i duchowieństwa. Liderem ruchu był ʻAkilisi Pohiva. O dziewięć mandatów przypadających przedstawicielom ludu ubiegało się 55 kandydatów, z czego 2/3 stanowili przedstawiciele demokratów. Demokraci zdobyli 6 mandatów.
Uprawnionych do głosowania było 48 487 zarejestrowanych wyborców, udział w wyborach wzięło 28 515 osób (frekwencja 58,81%). Wśród wybranych posłów do Zgromadzenia Ustawodawczego znalazła się jedna kobieta, ʻOfa Fusituʻa.

## Źródło
- Historical Archive of Parliamentary Election Results (1993). Inter-Parliamentary Union. [dostęp 2016-08-04]. (ang.).